# 徳永信一
徳永 信一（とくなが しんいち、1958年 - ）は、日本の弁護士。

## 概要
大阪府生まれ。大阪府立茨木高等学校卒業、京都大学法学部卒業。大阪弁護士会所属。第40期司法修習生を経て、1988年に弁護士登録。

### 薬害エイズ事件
薬害エイズ事件においては、大阪HIV訴訟弁護団に所属していた。この事件は産・官・医のもたれあいが発生の原因であるが、それよりも既に発生して広まりつつある薬害エイズの拡大を阻止できなかった原因となるなどと批判した。

### 北朝鮮拉致問題
北朝鮮に拉致された日本人を救出するための全国協議会兵庫の弁護士であり、拉致問題解決に向けて活動している。2009年秋に東京都内で開かれた北朝鮮について議論するシンポジウムに登壇した。ここで徳永は北朝鮮への制裁を求め、「北朝鮮脅威論は日本の核武装論や9条改正論に結び付く」と批判した登壇者に対して徳永は「体制の転覆がなければ拉致問題は解決しない」と反論した。

### 靖国神社問題
内閣総理大臣の靖国神社参拝に賛同している。2014年の安倍晋三による靖国神社参拝が憲法違反であると訴訟を起こされた際には、靖国神社を支援する側の代理人を務めた。同年に公開された靖国神社の映画『靖国・地霊・天皇』に出演した。

### 大阪弁護士会による懲戒処分
徳永はAの遺言執行者であったが、2018年8月22日、Aの相続人である懲戒請求者B及び懲戒請求者Cの代理人に対して遺言執行者職務終了の通知を送付した後、同年9月13日、Aの相続人であるD及びEの代理人として、懲戒請求者Bが代表取締役を務めるF株式会社及びG株式会社に対して、AがF社らに賃貸していた倉庫等についての賃料を請求し、また、同時期に懲戒請求者B及び懲戒請求者CがD及びEに対して提起したAの遺言無効確認訴訟等において、D及びEの代理人に就任した。「上記行為は、弁護士職務基本規程第5条及び第6条に違反し、弁護士法第56条第1項に定める弁護士としての品位を失うべき非行に該当する」として、大阪弁護士会は2022年2月1日に徳永を戒告の懲戒処分とした。

### 統一教会との関係
- 徳永は、世界平和統一家庭連合（旧統一教会）信者の信教の自由や名誉棄損を巡る一連の裁判で原告代理人を務めている[9]。

- 徳永は産経新聞社の『正論』2022年11月号に「統一教会問題が暴いた戦後レジームの欺瞞性」という記事を寄稿した[10][11]。記事には、「統一教会は韓国の文鮮明を教祖とする新興宗教である」「文鮮明は、自ら救世主イエス・キリストの再臨（生まれ変わり）であると名乗った。アダムとエバがエデンを追放された現在はサタンによる誘惑にエバが応じたことであるとし、黙示録から神の側にある自由主義陣営とサタンの側にある共産主義陣営が戦う第三次世界大戦の必然と神の勝利を預言していた」「筆者は、一時期、統一教会のハウスに出入りした経験がある」「最近の報道は、仮にも統一教会が宗教法人として公的に認証されている宗教団体であることを無視した行き過ぎがある」などと書かれていた[10][11]。

- 統一教会による高額献金や霊感商法、2世信者への対応が問題視されたことを受け、所属議員が教団と関係を持つべきではないと宣言する地方議会が複数発生した[12]。これに対し2022年12月、統一教会信者が「信教による差別」と主張し、宣言を発表した議会の一つである富山市議会に取り下げを求める訴訟を提起した際、徳永は信者側の代理人を務めた[13]。
  - 2024年10月9日、富山地裁は「決議や発言が国家賠償法上、違法であるとは認められない」とした上で、決議や発言は「宗教的側面に着目していないため、宗教ヘイトには当たらない」と指摘し、原告の請求を棄却した[14]。
- 福岡県北九州市在住の旧統一教会の信者が、同市議会が2022年12月15日に可決した「反社会的な旧統一教会に関与しないことを確認する決議」は同教会の教えを信仰する信教の自由と同市議会に対する請願の権利を侵害し、信教を理由とする差別的扱いを受けたとして、決議の取り消しと慰謝料など350万円の支払いを求める訴訟を福岡地裁に起こした際に、徳永は信者の代理人を務めた[15]。
- 産経新聞社の『正論』2023年3月号に、徳永は「旧統一教会信者なら人権侵害していいのか」という記事を寄稿した[16]。記事には、「筆者には高額献金がなぜ非難を受けるのかさっぱり分からない」「仮に、裕福な信者に『全財産を売り払って献金しなさい。そうすれば天国に行けます（そうしなければ地獄に落ちます）』と説いたとしても、それは福音書に基づく宗教活動としての教導の範疇ではないのか」などと書かれていた[17]。
- 統一教会の関連団体「世界平和女性連合」が全国霊感商法対策弁護士連絡会（全国弁連）の発表した声明によって名誉を毀損されたとして、同会の弁護士7人に約3600万円の損害賠償を求めた訴訟で、徳永は世界平和女性連合の代理人を務めた[18][19]。
  - 全国弁連は2023年6月、女性連合が旧統一教会のダミー団体であるなどとして、開催予定の「留学生日本語弁論大会」への会場使用を許可しないことなどを各地の自治体に求める声明を出した[20]。
  - 1987年、統一教会教祖の文鮮明は「アジア平和女性連合」を日本で設立した[21][22][23]。1992年4月、文鮮明と妻の韓鶴子は、アジア平和女性連合を発展させ「世界平和女性連合」を設立した[24]。
  - 2023年10月23日、東京地裁で第1回口頭弁論の後で行われた記者会見で、全国弁連が主張の根拠としている統一教会の韓鶴子総裁が「国際世界平和女性連合の会長を任命した」と発言したことについて、「日本国憲法にも総理大臣と最高裁長官を天皇が任命すると書かれており、創設者である韓総裁が象徴として会長を任命するのは当然だ」と指摘した[18]。世界平和女性連合の堀会長は、会長・副会長の任命は理事会の投票を経て行われていると説明した[18]。
  - 2024年7月1日、東京地裁は原告の請求を棄却した[19][20]。判決は、声明は原告と旧統一教会が同一視されるべき存在だとする意見や論評を記載したものだ、と指摘し、旧統一教会との結びつきについては原告も認めていることをふまえ、「意見や論評の域を逸脱した違法な表現とは認められない」と判断した[20]。判決を受けて世界平和女性連合が都内で開いた記者会見で、代理人の徳永は「社会活動を行っている女性連合が反社会的団体と同一視されることが許されるのか、そのことを理由にした業務妨害、名誉毀損が許されるのかという問い掛けに何も答えていない」とし、控訴する方針を示した[19]。
- 2023年4月23日、統一教会の2世信者が立ち上げた「信者の人権を守る二世の会」の1回目のシンポジウムに、ジャーナリストの福田ますみとともに登壇した[25]。
- 2023年6月18日、「信者の人権を守る二世の会」の2回目のシンポジウムに、徳永は茨城県取手市議会議員の細谷典男とともに登壇した[26]。
- 2023年7月30日、「信者の人権を守る二世の会」の3回目のシンポジウムに、徳永は全国教育問題協議会顧問の杉原誠四郎、弁護士の中山達樹、福田ますみとともに登壇した[27]。

- 2023年8月21日、教団が北九州市議会の決議をめぐり1100万円の損害賠償を求め同市を訴えた裁判で、徳永は教団の訴訟代理人を務めた[28]。
- 2023年8月23日、月刊『Hanada』の公式YouTubeチャンネルに、『第8回【ゲスト徳永信一・福田ますみ】「報じられない旧統一教会問題の真実」【月刊Hanadaチャンネル生放送】』という動画が投稿され、徳永は花田紀凱や福田ますみらと座談した[29]。
- 2023年9月、徳永、鴨野守（富山県平和大使協議会代表理事）、近藤徳茂（世界平和統一家庭連合総務局副局長）、魚谷俊輔（統一教会の関連団体「天宙平和連合（UPF）ジャパン」事務総長）の4人が共同執筆した本『家庭連合信者に人権はないのか』が出版された[30][31]。
  - まえがきで、徳永は「この裁判を通じて多くの信者の方々と出会い、真剣な話を重ねる中で、随分と感じ方が変わってきた。目の前には、知性と忍耐に溢れ、理不尽な受難の中でも神に祈りを捧げ、懸命に生きている人々がいた。彼らは、決して全国弁連がテレビのワイドショーを通じて垂れ流しているような自律的な判断力をもたない夢遊病者などではなかったし、マインド・コントロールによって洗脳された被害者でもなかった。彼らの信仰は、その実存と人間の尊厳をかけた選択によるものだ。僕は、どこに出ても、そう証言するだろう。」と述べた[32]。
  - 同年6月24日に『家庭連合信者に人権はないのか』の出版を記念したシンポジウムが開催され、徳永を含む執筆者4人がパネラーとして登壇したことが、統一教会の公式サイトで報告された[31]。
- 2023年9月26日発売の『月刊Hanada』（飛鳥新社）11月号に「旧統一教会 解散請求問題の核心」と題する文章を寄稿し、政府の解散命令請求の方針に抗議した[33]。
- 2023年10月11日、統一教会の関連団体「富山県平和大使協議会」が主催したシンポジウム「国家と宗教－その関係を問う」が富山県富山市内で開かれた[34][35]。シンポジウムでは、徳永と、金沢大学の仲正昌樹教授（統一教会の関連団体「原理研究会」に所属していた）を中心に、パネルディスカッションが行われた[34]。主催者を代表し、統一教会幹部の鴨野守は「信仰とは精神的な背骨。人生を生きる中で行動指針となるべきなのが宗教だ。この困難に倒れるのでなく、一致結束してこの局面を突破したい」とあいさつした[34][35]。
  - シンポジウムの様子は、同月12日に統一教会の機関紙「世界日報」に掲載された[36]。
  - シンポジウムの様子は、同月14日に統一教会の関連団体「光言社」の公式サイトに掲載された[37]。
- 2024年2月21日、月刊『Hanada』の公式YouTubeチャンネルに、『第33回【ゲスト徳永信一弁護士】「統一教会報道の異常！」【月刊Hanadaチャンネル生放送】』という動画が投稿され、徳永は花田らと鼎談した[38]。
- 2024年4月18日、信教の自由をテーマに平和シンポジウム（主催は統一教会の関連団体「UPF大阪」）が大阪市で開かれた[39]。統一教会幹部の梶栗正義議長は、同年1月に米ワシントンで開かれた国際宗教自由（IRF）サミットの参加報告をした[39]。徳永は、旧統一教会や信者が起こしている裁判で敗訴が続いている現状について、「裁判官が世論に流されている」と指摘し、それに対抗するには「世論、言論の在り方がいかに偏っているか疑問を持つ人を増やしていくことが重要」だと強調した[39]。
- 統一教会の機関紙『世界思想 : 平和大使運動を推進するオピニオン情報誌』2024年9月号に、徳永のインタビュー記事「德永信一弁護士に聞きました UPF大阪 大阪3自治体による『関係断絶』決議の取り消しを求めて」が掲載された[40]。聞き手は魚谷俊輔（統一教会の関連団体「天宙平和連合（UPF）ジャパン」事務総長、 統一教会の関連団体「国際勝共連合」事務総長、統一教会の関連団体「世界平和連合」事務総長）だった[40]。
- ジャーナリストの鈴木エイトによる「引きこもり」発言などに対し、名誉棄損であるとして統一教会の信者であり「全国拉致監禁・強制改宗被害者の会」代表の後藤徹が1100万円の損害賠償を求めていた裁判で、徳永は後藤の代理人を務めた[41]。
  - 2024年9月30日、統一教会の関連団体「天宙平和連合（UPF）ジャパン」は、鈴木に対する3つの訴訟についての決起集会を東京都内で開いた[42]。会場には鈴木を名誉毀損で訴えているUPFジャパンの魚谷俊輔事務総長、後藤徹、9月にプライバシーの侵害で鈴木を訴えた男性信者が出席した[42]。代理人の徳永は「必要もないのにプライバシー情報を簡単に垂れ流すのは、ジャーナリストとしての資格がない」と鈴木を批判した[42]。
  - 2025年2月10日、後藤は、家族などから監禁された時の体験談や解放後の裁判経過などをまとめた自伝「死闘　監禁4536日からの生還」（創藝社）の出版記念講演会を東京都杉並区で開いた[43]。講演会には徳永や、統一教会日本教会会長の田中富広などが出席した[43]。
- 2025年1月22日、田村隆成の公式YouTubeチャンネルに、『1月22日、最終回。月刊Hanadaチャンネルで徳永信一弁護士に花田紀凱編集長が「旧統一教会異常報道」についてインタビュー。大人なげないメディア。政治家のお粗末な対応。』という動画が投稿され、徳永は花田と対談した[44]。
- 2025年3月8日、統一教会の信者を中心とする「信教の自由と人権を守る千葉県民の会」が開催したシンポジウムで、徳永は立花孝志とともに登壇しスピーチを行なった[45]。
- 2025年3月10日、統一教会に対して東京地裁に解散命令請求を行った文部科学省が証拠として提出した陳述書に捏造の疑いが出ているとして、統一教会信者の政治家・小笠原裕が、私文書偽造と偽造私文書行使容疑で文科省職員などへの告発状を東京地検に提出した際に、徳永は小笠原の告発代理人を務めた[46]。
- 2025年3月18日、徳永は記者会見で「暗殺された安倍晋三元首相と同じく、同連合系のUPF（天宙平和連合）の大会にメッセージを発したトランプ氏が先月、アメリカ大統領に就任し、バンス副大統領も関連団体の会議でスピーチした」「アメリカの新設された信仰局には、連合のトップ韓鶴子総裁をリスペクトするポーラ・ホワイト氏が就任。彼らは家庭連合を反社会的団体どころか、世界平和に貢献する素晴らしい団体と評価している」と述べた[47]。
- 2025年3月26日、東京地裁が統一教会に解散命令を下した翌日、徳永は統一教会の2世信者9人と記者会見をした[48][49]。

### 生長の家との関係
- 新興宗教「生長の家」の関連団体「日本青年協議会」の機関紙『祖国と青年』2003年12月号に、徳永は寄稿した[50]。
- 『祖国と青年』2007年12月号に、徳永は寄稿した[51]。

### 幸福の科学および統一教会との関係
- 2016年8月23日、幸福の科学の関連団体「ひまわりJAPAN」が主催する講演会「このままでいいのか、日本！」で、徳永は高橋史朗や杉田水脈らと講演をした[52][53][54]。講演会の会場はニューヨークにある統一教会が所有するビルだった[52][55]。

### 参政党との関係
参政党支持を公言している。2024年12月7日、参政党主催の「創憲フェス」に特別講師として登壇し、憲法改正や日本国憲法の課題について講演を行った。

## 発言

### 「精子男という制度を構想した。女性に精子を提供するお仕事。市町村単位で精子男を100人単位で雇い、高給を保証する」発言
2022年10月13日、ツイッターで第三者の「一夫多妻制と出生率との関係は一律ではない模様です。うーん、難しい。」というツイートを引用した上で、徳永は「それで僕は、精子男という制度を構想した。女性に精子を提供するお仕事。市町村単位で精子男を100人単位で雇い、高給を保証する。女性は容姿、運動能力、IQと言ったスペックの表示を見て男を指名する。精子男の義務はたった一つ、指名されたら断ってはならないという義務。これに違反すると特権剥奪。」と発言した。

### 「僕はみんなで女の子のトイレを覗いていた」発言
2023年3月23日、X（旧ツイッター）で、徳永は「僕はみんなで女の子のトイレを覗いていた。女の子に泣きつかれてやめたけど。」と発言した。非難の声が集まると、「なんで被害者が偉そうにするかな。被害を受けたことを恥じるべきではないのかな。本当は。強くなろう、もっと。被害者と加害者の二項対立を乗り越えなければ、被害比べがエスカレートするばかり。人類はどこへいくんだろうか。」と発言した。

### 「殺せ―」発言
2024年6月2日、X（旧ツイッター）で、靖国神社の石柱に落書きがあったと報じた産経新聞のニュースを引用した上で、「殺せ―」と発言した。

### 兵庫県庁内部告発文書問題
- 2024年9月15日、X（旧ツイッター）で、兵庫県庁内部告発文書問題について「斎藤がマスコミの前で前局長を嘘八百呼ばわりし、懲戒処分すると先に言い、その後元局長が自殺したことをお忘れなく。」というポストに対し、徳永は「どこが問題なん!?斎藤くんは真実を語り、とうとう悪事を隠せなくなった局長が自殺に逃げたんだろ。」と発言した[64]。
- 徳永は2024年11月27日、前述の鈴木エイトに対する名誉毀損訴訟の裁判報告会で、兵庫県知事選で斎藤を当選させる目的で立候補したNHKから国民を守る党の立花孝志党首を評価した[9]。「兵庫県議会やメディアが一方的に悪者に仕立てたところ、人間の尊厳をかけて戦った」「損得勘定なしで人間としてここで動かないと、自分は人としての値打ちがないと誇りを持って行動する」と評価した[9]。

## 著作

### 単著
- 薬害エイズ国際会議 ISBN 9784882024750

### 共著
- 「靖国神社への呪縛」を解く（大原康男編、武田秀章、百地章、椛島有三）小学館文庫。電子書籍化
- 「慰安婦」謀略戦に立ち向かえ!（マイケル・ヨン、杉田水脈、西岡力、山岡鉄秀、高橋史朗、永門洋子）　明成社 ISBN 9784905410423
- 靖国神社（神社本庁編） PHP研究所 ISBN 978-4569706474
- 代理人たちの憲法訴訟　―憲法価値の実現にむけた営為とその記録―　弘文堂 ISBN 978-4-335-35918-7
- 憲法第9条改正問題と平和主義　―争点の整理と検討―　信山社 ISBN 9784797225822
- 徳永信一、鴨野守、近藤徳茂『家庭連合信者に人権はないのか』グッドタイム出版、2023年6月22日。ISBN 978-4908993336。（自費出版）
- ありがとう、松ちゃん　松本人志問題をぶった斬る！  ベストセラーズ ISBN 978-4584139974